# Tithoes
Tithoes is een kevergeslacht uit de familie van de boktorren (Cerambycidae). De wetenschappelijke naam van het geslacht werd voor het eerst geldig gepubliceerd in 1864 door Carl Gustaf Thomson.

## Soorten
Tithoes omvat de volgende soorten:
- Tithoes longipennis (Hope, 1843)
- Tithoes confinis (Castelnau, 1840)
- Tithoes maculatus (Fabricius, 1793)